# Frensch de Groot
Pour les articles homonymes, voir de Groot.
 (janvier 2019).
Si vous disposez d'ouvrages ou d'articles de référence ou si vous connaissez des sites web de qualité traitant du thème abordé ici, merci de compléter l'article en donnant les références utiles à sa vérifiabilité et en les liant à la section « Notes et références ».
Frensch de Groot, né le 4 novembre 1991 à Rotterdam,, est un acteur néerlandais.

## Filmographie

### Cinéma et téléfilms
- 2002 : Pietje Bell : Sproet
- 2003 : Pietje Bell 2 (nl) : Sproet
- 2008 : Spangas : Eloy